# Partido Campesino Unificado
El Partido Campesino Unificado (en polaco: Zjednoczone Stronnictwo Ludowe, ZSL) fue un partido político agrario en la República Popular de Polonia. Fue fundado el 27 de noviembre de 1949 mediante la unión del partido aliado al comunista Partido Obrero Unificado Polaco (PZPR), el Stronnictwo Ludowe, con remanentes del independiente Partido Popular de Stanisław Mikołajczyk (que cambiaría su nombre a Partido Popular Polaco).
ZSL fue un partido satélite del PZPR y lo representaba en las áreas rurales. Después de 1982 fue miembro del Movimiento Patriótico por el Renacimiento Nacional.
En 1989, después de la victoria de Solidaridad en las elecciones legislativas del 4 de junio de ese año, el ZSL junto con el Partido Demócrata, decidió apoyar a Solidaridad. En un congreso el ZSL (27-29 de noviembre de 1989) el partido formó el Partido Popular Polaco - Renacimiento (Polskie Stronnictwo Ludowe - Odrodzenie). El PSL-Odrodzenie se unió con el Partido Popular Polaco "Wilanowskie" para crear el actual Partido Popular Polaco.

## Presidentes del partido
- 1949–1953: Józef Niećko
- 1953–1956: Władysław Kowalski
- 1956–1962: Stefan Ignar
- 1962–1971: Czesław Wycech
- 1971–1981: Stanisław Gucwa
- 1981: Stefan Ignar
- 1981–1989: Roman Malinowski
- 1989: Dominik Ludwiczak